# Ruine Wuelstein
Die Ruine Wuelstein ist eine abgegangene Felsenburg südlich oberhalb der Burg Hohengutenberg bei 714 m ü. NN auf dem Wasserfels bei dem Ortsteil Krebsstein von Lenningen im Landkreis Esslingen in Baden-Württemberg.

## Geschichte
Von der Entstehung der Burg ist urkundlich nichts bekannt, vermutlich wurde sie als Warte und Schutzburg für die Burg Hohengutenberg erbaut. Als Besitzer werden die Herzöge von Teck genannt. Bereits um 1600 wird sie als Burgstall erwähnt. Sie befindet sich im Besitz des Landes Baden-Württemberg.

## Beschreibung
Die frei zugängliche Burgstelle weist einen unregelmäßigen rechteckigen Grundriss auf. Zeugnis über die einstige Burganlage geben nur noch überwachsene Reste von Kernmauerwerk und Halsgraben.

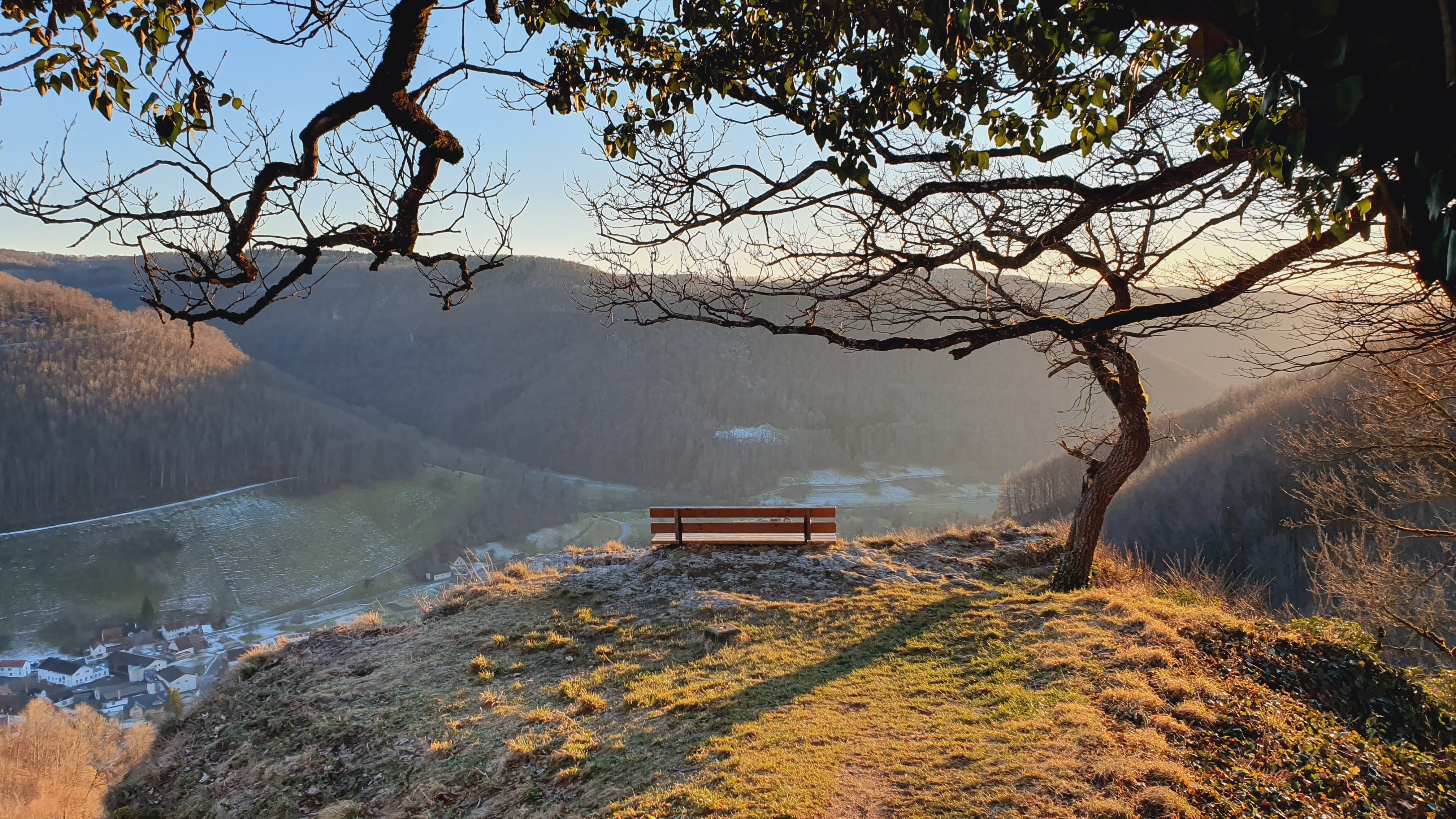
Burgstall / Burgfelsen über dem Tal
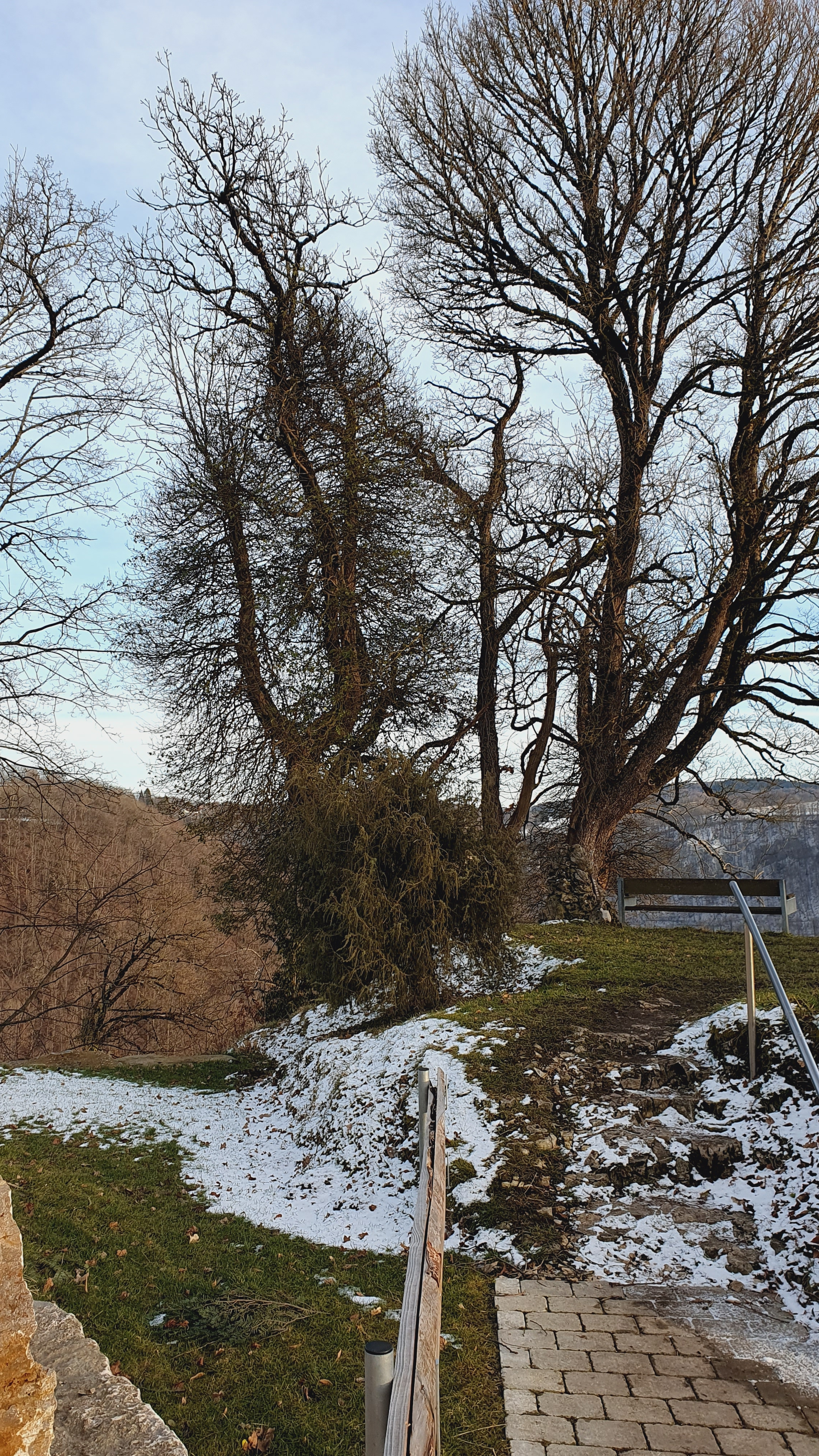
Halsgraben und Burgstall von der Zugangsseite
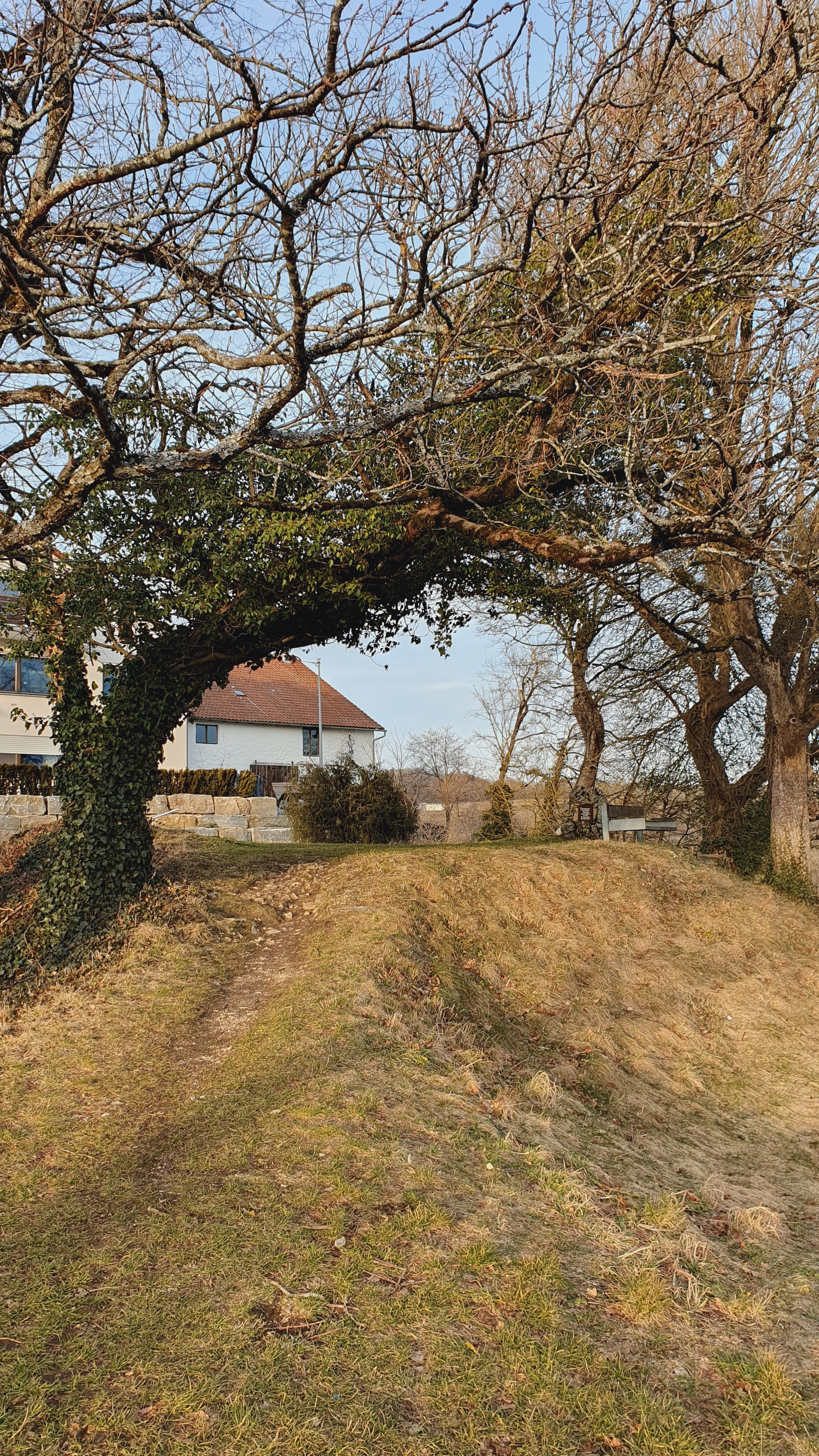
Blick von der anderen Seite zum Burgstall
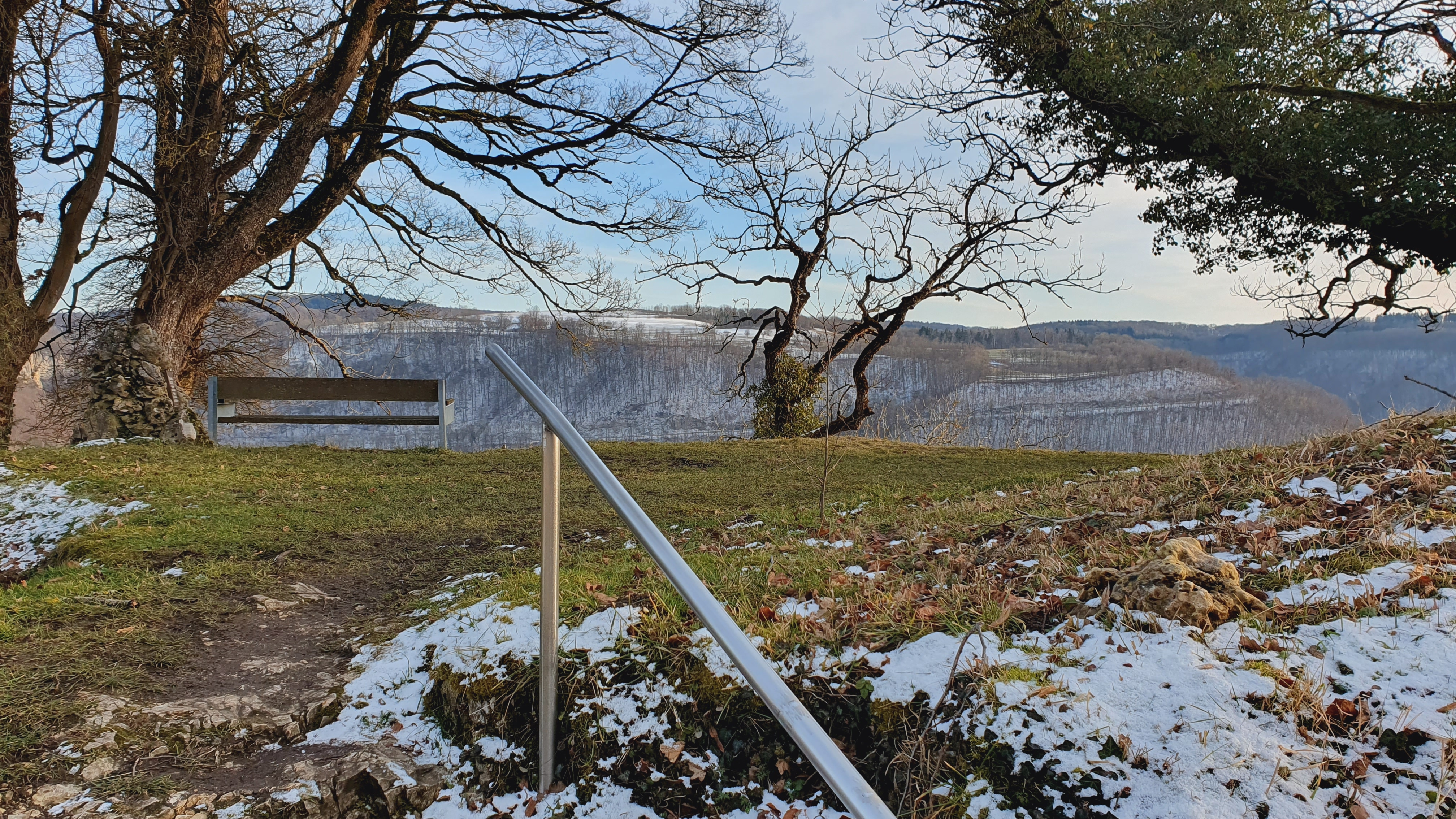
Burgplateau